# Fullerton (Nebraska)
Fullerton es una ciudad ubicada en el condado de Nance en el estado estadounidense de Nebraska. En el Censo de 2010 tenía una población de 1307 habitantes y una densidad poblacional de 400,5 personas por km².

## Geografía
Fullerton se encuentra ubicada en las coordenadas 41°21′50″N 97°58′20″O / 41.36389, -97.97222. Según la Oficina del Censo de los Estados Unidos, Fullerton tiene una superficie total de 3.26 km², de la cual 3.26 km² corresponden a tierra firme y (0.16%) 0.01 km² es agua.

## Demografía
Según el censo de 2010, había 1307 personas residiendo en Fullerton. La densidad de población era de 400,5 hab./km². De los 1307 habitantes, Fullerton estaba compuesto por el 98.32% blancos, el 0.46% eran afroamericanos, el 0.46% eran amerindios, el 0% eran asiáticos, el 0% eran isleños del Pacífico, el 0.46% eran de otras razas y el 0.31% pertenecían a dos o más razas. Del total de la población el 0.99% eran hispanos o latinos de cualquier raza.